# John George (Leichtathlet)
John Phelps „Jack“ George (* 26. April 1882 in Croydon; † 26. November 1962 in Purley) war ein britischer Leichtathlet.

## Karriere
George startete für die South London Harriers. Er trat mehrmals bei den Meisterschaften der englischen Amateur Athletic Association (AAA) an. In den Jahren 1905 und 1906 konnte er im 440-Yards-Lauf jeweils das Finale erreichen. 1907 gewann er das Rennen über 220 Yards und wurde in diesem Jahr von einigen Experten zu den stärksten Läufern der Welt gezählt. Im Folgejahr wurde er Dritter über diese Distanz.
George startete bei den Olympischen Spielen 1908 in London für Großbritannien. Über 100 Meter konnte er sich in seinem Vorlauf mit 11,6 Sekunden gegen den Norweger Oscar Guttormsen durchsetzen und zog ins Halbfinale ein. In diesem belegte er jedoch nur den vierten Platz, sodass er das Finale verpasste. Über die doppelte Distanz ließ er in seinem Vorlauf dem Niederländer Victor Henny keine Chance. Er kam mit zehn Yards Vorsprung ins Ziel und qualifizierte sich sicher für das Halbfinale am nächsten Tag. Dieses wurde jedoch vom späteren Silbermedaillengewinner Bobby Cloughen gewonnen, wohingegen George als Dritter ausschied.